# Alberta Masiello
Alberta Masiello (20 de novembro de 1915 – 25 de dezembro de 1990), foi uma condutora assistente e treinadora de ópera no Metropolitan Opera e palestrante nas tardes de sábado nas transmissões de rádio do Metropolitan Opera, no programa Metropolitan Opera Quiz. Também foi professora da Juilliard School e em Mannes School of Music.

## Família
Alberta Masiello nasceu em Milão, Itália. O seu avô Giuseppe La Puma (1870-1940), foi um cantor de ópera Basso buffo que criou a função de Cornélio em estreia mundial da ópera de Pietro Mascagni Isabeau (1911). La Puma também fundou o Centro de Cultura Mascagni. A filha de Giuseppe La Puma (Mãe de Masiello), foi Giuseppina La Puma, que se mudou para Nova Iorque em 1933 com Masiello. La Puma tornou-se empresária e mudou o seu nome para Josephine de La Puma. O seu Workshop "La Puma Ópera" em Nova Iorque foi uma alternativa para as companhias de ópera tradicionais estabelecidas na cidade, proporcionando aos jovens artistas, incluindo Alberta Masiello, com oportunidades de desenvolvimento profissional. O pai de Alberta Masiello era cantor de ópera Ottavio Masiello.

## A vida

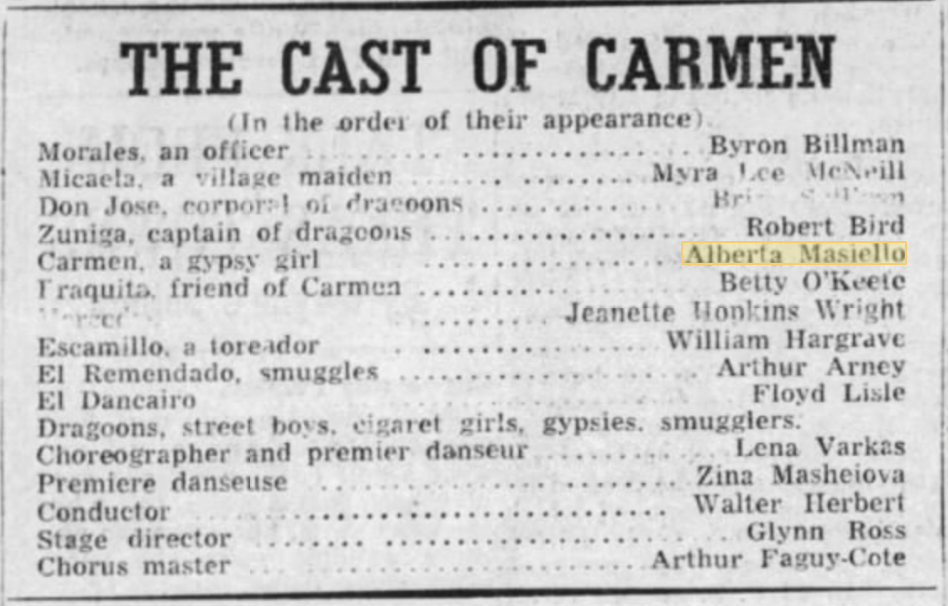
Alberta Masiello canta Carmen

Alberta Masiello estudou piano com Renzo Lorenzoni no Conservatório de Milão, (Conservatorio di musica "Giuseppe Verdi" de Milão), com um diploma, 1932 e na Juilliard School. Ernest Hutcheson, o presidente da Juilliard, teve um interesse em Masiello e a ajudou a iniciar uma carreira como pianista. Depois de se formar na Juilliard, Masiello trabalhou com Paulo Althouse e a Sra. Anna Schoen-René. Em 1934 Masiello trabalhou como parte de um ensemble de piano de doze anunciado no Radio City music hall como os "Grandes Doze". mais tarde, ela cantava utilizando o seu nome de casada, Alberta Masiello Bosco. Depois de inúmeros recitais como pianista e acompanhante, uma atividade que abrange a partir de 1939, quando ela se apresentou na Casa Branca, apresentações no Carnegie hall, bem como gravações e transmissões, com cantores até à década de 1970. O seu marido, José Bosco, morreu em 1966. No início da década de 1940 Masiello cantava em clubes com Bertlies Weinschenk (também conhecido pelo seu nome de casada como Lys Simonette, e depois de 1945, foi assistente de Kurt Weill) como equipe de dois de piano", Yola e Lisa" (as irmãs México). Entre 1944 e 1949 Masiello cantou funções mezzo-soprano em empresas regionais, incluindo Amneris, Herodias e Azucena  e Carmen na Cidade de Nova Iorque Companhia de Ópera. A sua carreira vocal foi breve. Ela afirmou, "Eu nunca gostei da minha voz tremendamente". Entre 1949 e 1959, trabalhou no New York City Opera, a Ópera Lírica de Chicago e Dallas Ópera (onde Masiello colaborou com Maria Callas em sua capacidade como o refrão de um condutor). Em 1959 Masiello juntou-se à Metropolitan Opera. Durante os seus vinte e um anos de colaboradora de lá, ela tornou-se num ícone do que um maestro assistente pode fazer. Osie Hawkins, executiva da MET e gerente de palco, se refere a ela como "uma orquestra em si mesma', "pois ela tinha a reputação de ser capaz de reproduzir a pontuação de Pelléas et Melisande com nota perfeita, para não mencionar um muito convincente repertório de hot jazz". No Met, ela também era conhecida pelo seu humor irónico. Durante um ensaio para Carmen com o maestro Leonard Bernstein, "quando o primeiro verso da "Habanera", que terminou com uma pausa foi chamada, ela de cabeça a abanar assustou a todos no palco pelo silêncio que invadiu as linhagens da Marcha Fúnebre de Chopin. "Uma opinião ou uma profecia?" alguém perguntou. "Uma opinião", era a sua enigmática resposta. Ela aposentou-se do MET em 1981 e continuou ensinando cantores de ópera, pianistas e condutores até à sua morte em 1990. Em 1979 Masiello recebeu o Prémio de Excelência Profissional do Instituto Nacional de Ópera (San Francisco). Seu arquivo está na Biblioteca Pública de Nova Iorque.

## Atividade profissional
Durante a sua vida Masiello preparou cantores e maestros, tais como Franco Corelli, Renée Fleming, Marko Lampas (Lamas), Paulo Plishka e Marilyn Horne. Masiello foi instrumental em treinar a Maria Callas durante uma crise vocal, e ensiná-la diariamente no seu estúdio, na Juilliard School. Como pianista, ela trabalhou com June Anderson, Karan Armstrong Gilda Cruz-Romo, Gianna Rolandi, Katherine Ciesinski, Mario del Monaco, Jessye Norman, Samuel Ramey e Christine Weidinger.
Masiello não realizou espectáculos de ópera, mas trabalhou com treinadores e pianistas e maestro de aulas na Juilliard School e a executar a ópera do departamento de Mannes. Entre os seus alunos que treinou estão David Leighton, Ann Lewin, Ben Malensek, Anthony (Toni) Manoli, Nic Muni e Eytan Pessen.

## Personalidade
Masiello era conhecida por ser uma fumadora em cadeia de cigarros finos escuros. Ela manteve este hábito até ao final da sua vida, sentado numa cadeira de rodas, dando aulas no seu atelier, localizado a um quarteirão de distância da Juilliard School. Como professora, evitar-se-ia utilizar os primeiros nomes, dirigindo-se aos estudantes formalmente. De acordo com Anthony Manoly, "Madame Masiello foi sempre uma defensora para os pianistas saberem como controlarem o pedal de "flutter" e cantar com um belo límpido legato produzido por um equilíbrio entre legato brincando com os dedos, além do uso do pedal adequado. Ela também insistiu que todos os pianistas tenham uma boa compreensão das partituras de orquestra da ópera que ela estava treinando ou tocando nesse dia para ela. Se a pessoa não tinha acesso à sua pontuação, ela iria directo para a sua arrumação de todas as pontuações da orquestra. Ela diria, "O que você vê"? Depois que o aluno tenha respondido o que tinha observado na partitura orquestral, ela iria responder com firmeza ", em seguida, tocá-o"!!". Masiello foi também um rigoroso estilista, mostrando o grande dicionário italiano Zingarelli para seleção abertas e fechadas das vogais, e lutava para limpar o portamento livre de cantar. Como Harvey E. Phillips fala de Masiello o ensaio com a Soprano Christine Weidinger, " 'certifique-se de que os lançamentos são limpos', disse a loira Masiello, seus brincos a tremer como ela suprimida uma persistente tosse de fumadora "e não portamento, Deus me livre!" Referindo-se a Alberta Masiello das transmissões de rádio, o crítico do New York Times, John Rockwell escreveu que Masiello da "forma de loja do conhecimento e imperioso enganou ouvintes por mais de 30 anos". De acordo com o baixo americano Bass Paulo Plishka, Masiello "foi uma das grandes, grandes pessoas que influenciaram gerações de cantores na sua vida. Eu estava muito chateado com o obituário do New York Times, que foi muito breve e deu a impressão de que ela era apenas uma treinadora de ópera. Você poderia ter escrito um livro inteiro sobre o seu trabalho, e ela merecia a cobertura da página da frente. Ela foi uma inspiração profunda na minha carreira e em tantos outros."